# Media Times Review
„Media Times Review“ е българско интернет издание за политически анализи, публикувани предимно от десни интелектуалци.
Основано е през ноември 2001 г. от Цончо Цончев. През пролетта на 2002 г. към него се присъединява Милен Недев, а от края на 2002 г. – и икономистът Георги Ангелов и журналистката Вероника Бикова.
Изданието се самоопределя като консервативно, либертарианско и културно-религиозно. В него са публикували Румен Аврамов, Георги Касчиев, Александър Кьосев, Юлиан Попов, Илиян Василев, Филип Димитров, Иван Костов и други.
През годините в „Media Times Review“ са се появявали и есета на изтъкнати анализатори като Цветан Тодоров, Вацлав Хавел, Збигнев Бжежински, Ноам Чомски, Франсис Фукуяма, Робърт Самуелсън, Ниъл Фъргюсън, Уолтър Ръсел Мийд, Бърнард Луис, Норман Подхорец, Фарид Закария, Робърт Каган, Питър Берковиц и Самюъл Хънтингтън.
Като цяло „Media Times Review“ стои встрани от българския политически живот, но анализите му не подминават ключови за страната теми като строителството на автомагистрала „Тракия“, проектът АЕЦ Белене, появата на „партии на омразата“, икономиката на България и други.